# Mammillaria voburnensis
Mammillaria voburnensis (укр. Мамілярія вобурнська, мамілярія вобурнезис) — сукулентна рослина з роду мамілярія (Mammillaria) родини кактусових (Cactaceae).

## Історія
Вид вперше описаний німецьким ботаніком, директором Королівських ботанічних садів у К'ю Фрідріхом Шеєром (нім. Frederick Scheer, 1793—1869) у 1845 році у виданні англ. «London Journal of Botany».

## Ареал і екологія
Mammillaria voburnensis широко поширена в мексиканських штатах Чіапас та Оахака, а також у Гватемалі, Гондурасі та Нікарагуа. Рослини зростають на висоті від 50 до 500 метрів над рівнем моря на піщаних і кам'янистих ґрунтах разом з Opuntia decumbens, Stenocereus pruinosus та Neodawsonia apicicephalium.

## Морфологічний опис
| Орган              | Опис |
| Рослини            | формують великі зарості до 30 см заввишки і завширшки.                                                                     |
| Коріння            | |
| Стебло             | циліндричне, до 5 см заввишки, в діаметрі 3 см.                                                                            |
| Епідерміс          | темно-зелений з червонуватим відтінком.                                                                                    |
| Маміли             | короткі, напівовальні, вгорі трикутні, внизу круглі, з молочним соком.                                                     |
| Ареоли             | |
| Аксили             | з пухом і щетинками. |
| Центральні колючки | 1-2, тверді, прямі, шилоподібні, спочатку коричневі, пізніше стають кольору слонової кістки з плямами, до 12 мм завдовжки. |
| Радіальні колючки  | близько 9, майже однакові, нижні 4 трохи довші, кольору слонової кістки, до 4 мм завдовжки.                                |
| Квіти              | жовті з червонуватим відтінком.                                                                                            |
| Бутони             | |
| Зовнішні пелюстки  | |
| Внутрішні пелюстки | |
| Тичинки            | |
| Маточка            | |
| Плоди              | булавоподібні, червоні. |
| Насіння            | коричневе. |

## Різновиди

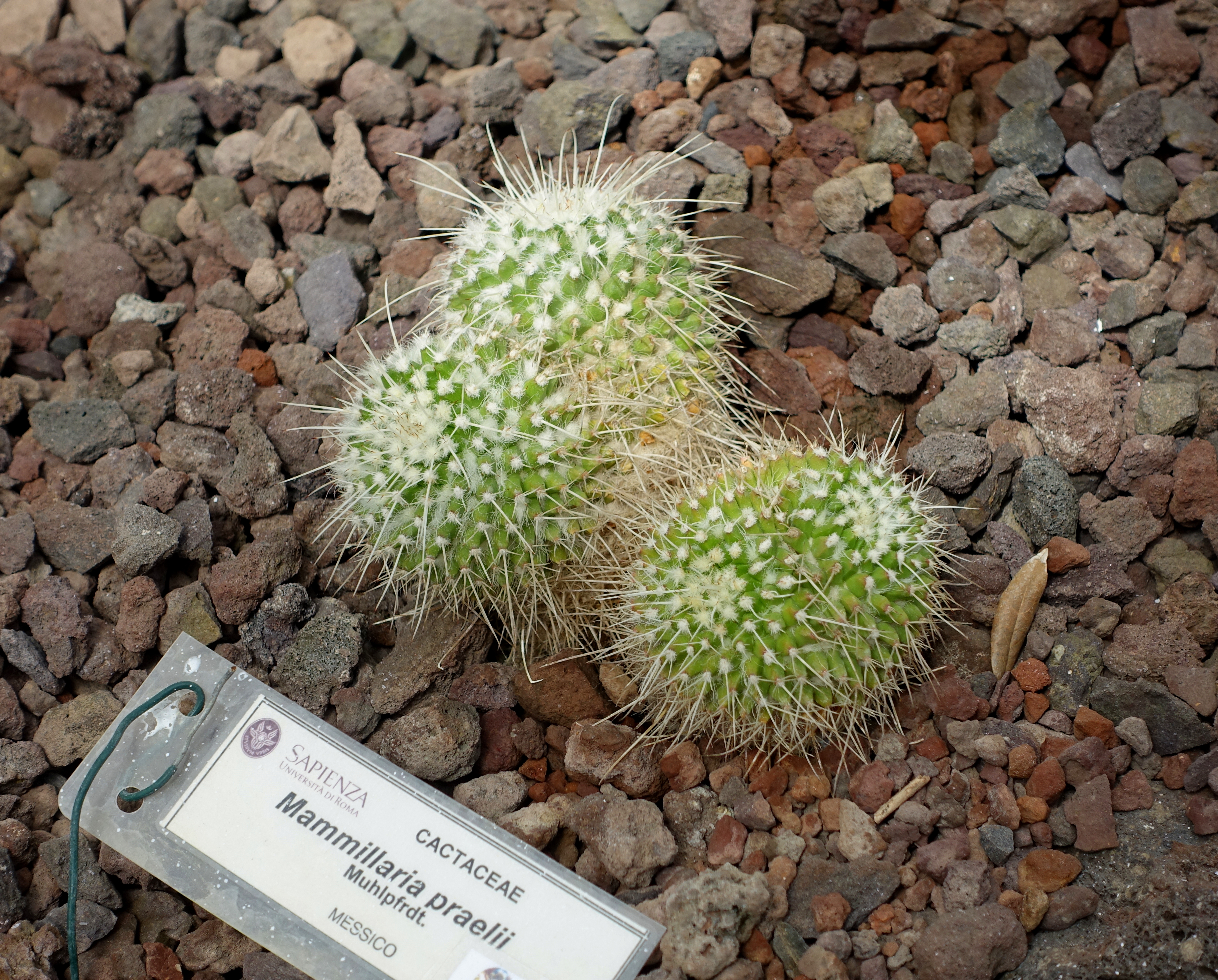
Mammillaria voburnensis в, Італія

Визнано два різновиди Mammillaria voburnensis номінаційний підвид — Mammillaria voburnensis subsp. voburnensis і підвид eichlamii — Mammillaria voburnensis subsp. eichlamii (Quehl 1908) D.R.Hunt 1997.

### Mammillaria voburnensis subsp. voburnensis
- Центральних колючок — 1-2.
- Радіальних колючок — більш-менш 9.
- Ареал зростання — зустрічається в мексиканських штатах Чіапас та Оахака, а також у Гватемалі.

### Mammillaria voburnensis subsp. eichlamii
- Центральних колючок — 1.
- Радіальних колючок — 6.
- Ареал зростання — зустрічається в Гондурасі і мексиканському штаті Чіапас.

## Чисельність, охоронний статус та заходи по збереженню
Охороняється Конвенцією про міжнародну торгівлю видами дикої фауни і флори, що перебувають під загрозою зникнення (CITES).